# Et si on vivait tous ensemble?
Et si on vivait tous ensemble? is een Franse film van Stéphane Robelin die werd uitgebracht in 2012. 

## Verhaal
Claude, Jeanne en Albert, Annie en Jean zijn vijf mensen die de derde leeftijd al een tijd hebben bereikt. Sinds meer dan veertig jaar vormen ze een hechte vriendengroep. Claude is al geruime tijd weduwnaar. Hij is een echte vrouwengek die zijn libido nog steeds graag uittest. Jean is een romantische wereldverbeteraar die nog altijd vol vuur en overtuiging actie voert voor de goede zaak. Zijn vrouw Annie daarentegen, een gepensioneerde psychologe, is veel traditioneler en erg gesteld op comfort en rust. Albert is een zachtaardige man wiens geheugen hem heel regelmatig in de steek laat. Zijn Amerikaanse vrouw Jeanne, een voormalige docente filosofie, is een energieke vrouw die jong oogt voor haar leeftijd.
Ouderdomskwalen komen echter om het hoekje loeren. Men vreest dat Albert geleidelijk dement wordt. Hij is ook ernstig gevallen bij het uitlaten van zijn hond. Albert heeft van Jeanne's huisdokter vernomen dat ze ongeneeslijk ziek is, een feit dat ze voor de anderen verstopt. Als de vrienden merken hoe eenzaam Claude is als hij thuis herstelt van een hartaanval oppert Jean dat ze alle vijf samen zouden moeten wonen in zijn ruim huis.  
Claude is bang dat zijn seksuele potentie hem helemaal in de steek zal laten. Hij heeft een tweede hartaanval gekregen en na zijn herstel brengt zijn bekommerde zoon hem naar een woon- en zorgcentrum. Wanneer de vrienden bij hem op bezoek zijn zien ze dat Claude zich ongelukkig voelt en ze nemen hem stiekem mee naar huis. Iedereen neemt zijn intrek bij Jean en Annie. Daar zullen ze gezamenlijk de ouderdomskwalen opvangen.    

## Rolverdeling
| Acteur            | Personage                               |
| ----------------- | --------------------------------------- |
| Claude Rich       | Claude                                  |
| Jane Fonda        | Jeanne                                  |
| Pierre Richard    | Albert, de man van Jeanne               |
| Geraldine Chaplin | Annie                                   |
| Guy Bedos         | Jean, de man van Annie                  |
| Daniel Brühl      | Dirk                                    |
| Bernard Malaka    | Bernard, de zoon van Claude             |
| Gwendoline Hamon  | Sabine, de dochter van Jeanne en Albert |
| Shemss Audat      | Soraya                                  |